# NGC 1073
NGC 1073 ist eine Balken-Spiralgalaxie vom Hubble-Typ SBc im Sternbild Walfisch (Cetus) südlich der Ekliptik. Sie ist schätzungsweise 54 Millionen Lichtjahre von der Milchstraße entfernt und hat einen Durchmesser von etwa 80.000 Lichtjahren.
Im selben Himmelsareal befinden sich u. a. die Galaxien NGC 1038, NGC 1043, IC 1827.
Am oberen linken Bildrand des Hubble-Bildes (unten), befindet sich eine ungefähr kreisförmige Region. Es handelt sich dabei um ein Gebiet, in der gerade neue Sterne entstanden sind. In der Struktur verbirgt sich eine helle Röntgenquelle namens IXO 5, die 2012 vom NASA-Röntgenteleskop Chandra entdeckt wurde. Dabei handelt es sich vermutlich um ein Schwarzes Loch, das von einem normalen Stern umkreist wird.
Die Typ-Ic-Supernova SN 1962L wurde hier beobachtet.
Das Objekt wurde am 9. Oktober 1785 von William Herschel entdeckt.

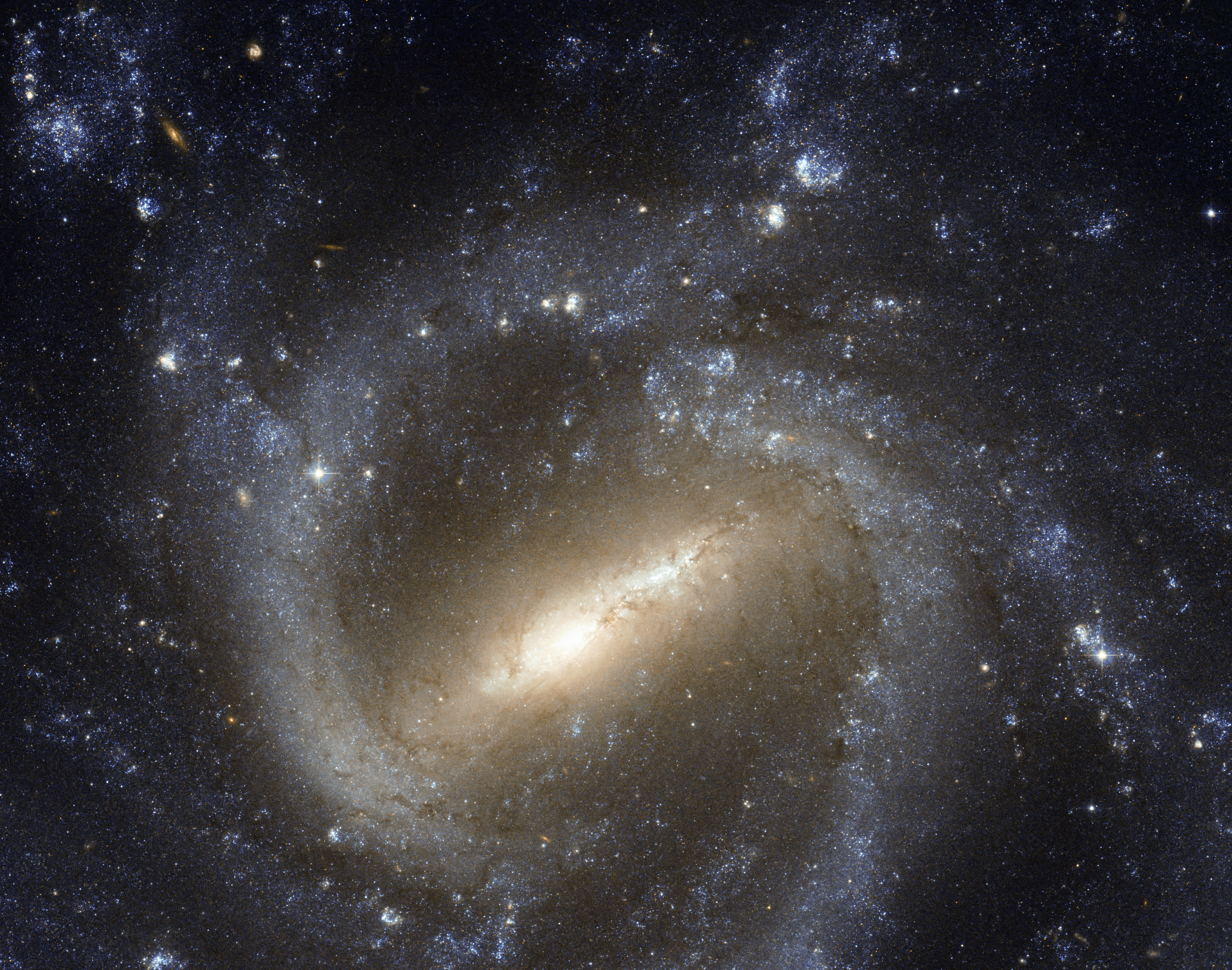
Detailaufnahme des Hubble-Weltraumteleskops